# 沈起 (宋朝)

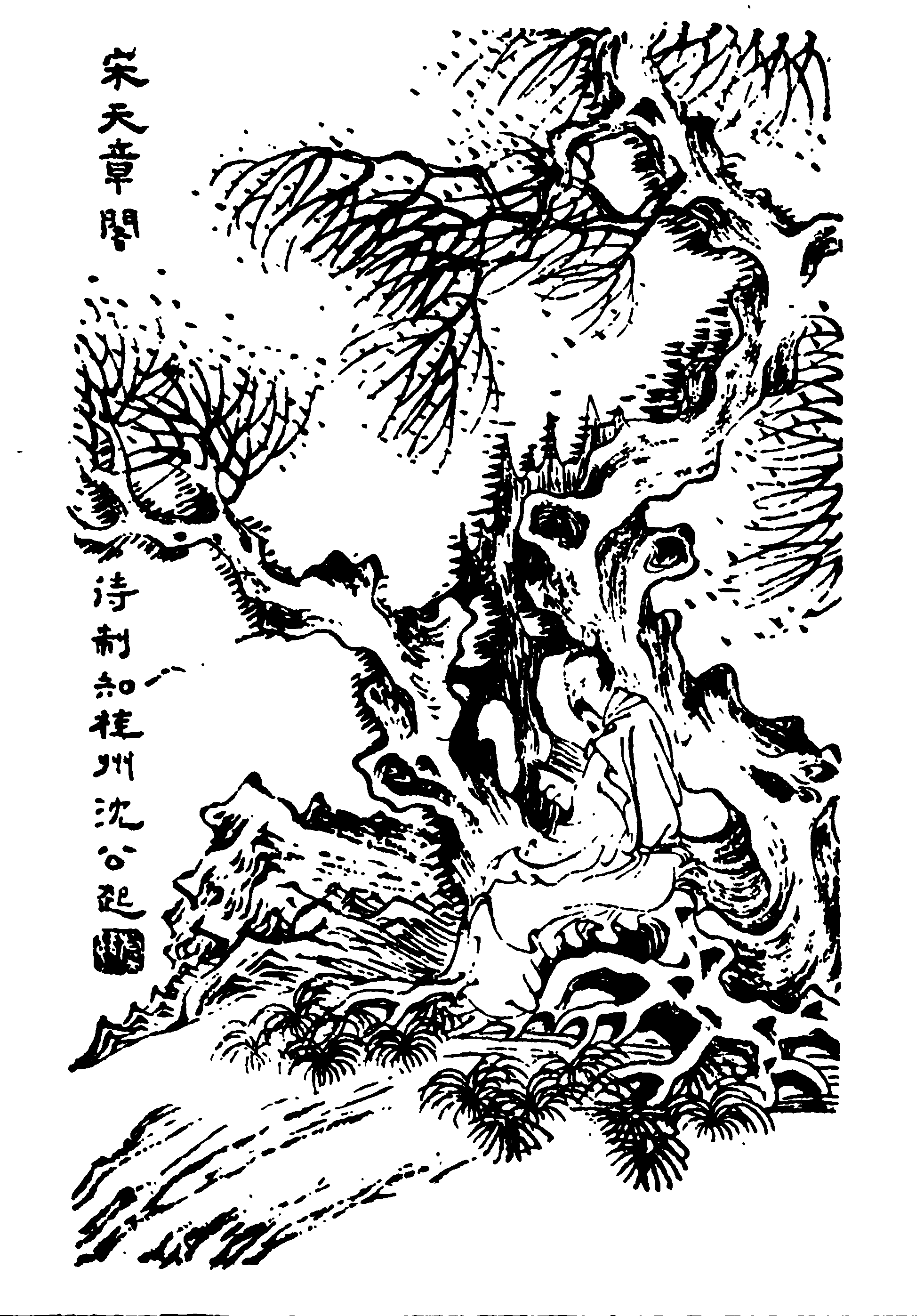
宋天章閣待制知桂州沈公起（清代畫家虞琴所繪，出自《四明人鑑》）

沈起（?—?），字兴宗。北宋明州鄞（今浙江宁波）人。
以孝闻名，生平喜談兵，嘗以兵法謁見范仲淹。進士出身。改调滁州判官。後知海门县，任內引长江水灌溉民田。包拯荐为监察御史，出京通判越州，改知蕲州、楚州。京東大飢，盜賊紛起，擔任提點刑獄。再改開封府判官，擔任湖南轉運使。
熙宁六年（1073年），拜天章阁待制。是年二月沈起取代萧注出任知桂州，他对交趾采取强硬态度，拒绝通商，又听从都巡检薛举之议，纳交趾逃民侬善美等六百余人。交趾王乾德奉表陈诉，朝廷归咎沈起，改以劉彝接替沈起。劉彝繼任後，仍持續沈起強硬的開邊政策。苏缄時任邕州知州，请求恢复边境贸易，以缓解与交趾的紧张关系。交趾終於起兵反擊，“連陷廉、白、欽、邕四州，死者數十萬人。”蘇緘戰死。沈起被诉“妄传密受朝廷意旨经略讨交州”，刘彝被责“相继生事”，令交趾“疑惧为变”。熙寧九年（1076）二月，沈起被貶爲團練使，安置郢州，再徙越州，又徙秀州，卒於當地。